# Ernesto Peña
Ernesto Peña Williams (ur. 8 października 1978) – kubański zapaśnik w stylu klasycznym. Olimpijczyk z Aten 2004, gdzie zajął czwarte miejsce w kategorii 96 kg.
Trzykrotny uczestnik Mistrzostw Świata, srebrny medalista w 2001 roku. Złoty medalista Igrzysk Panamerykańskich w 2003.
Trzy razy najlepszy na Mistrzostwach Panamerykańskich.